# Conjunto Histórico de Ribadesella
El conjunto histórico de Ribadesella está situado en Asturias.

## Delimitación

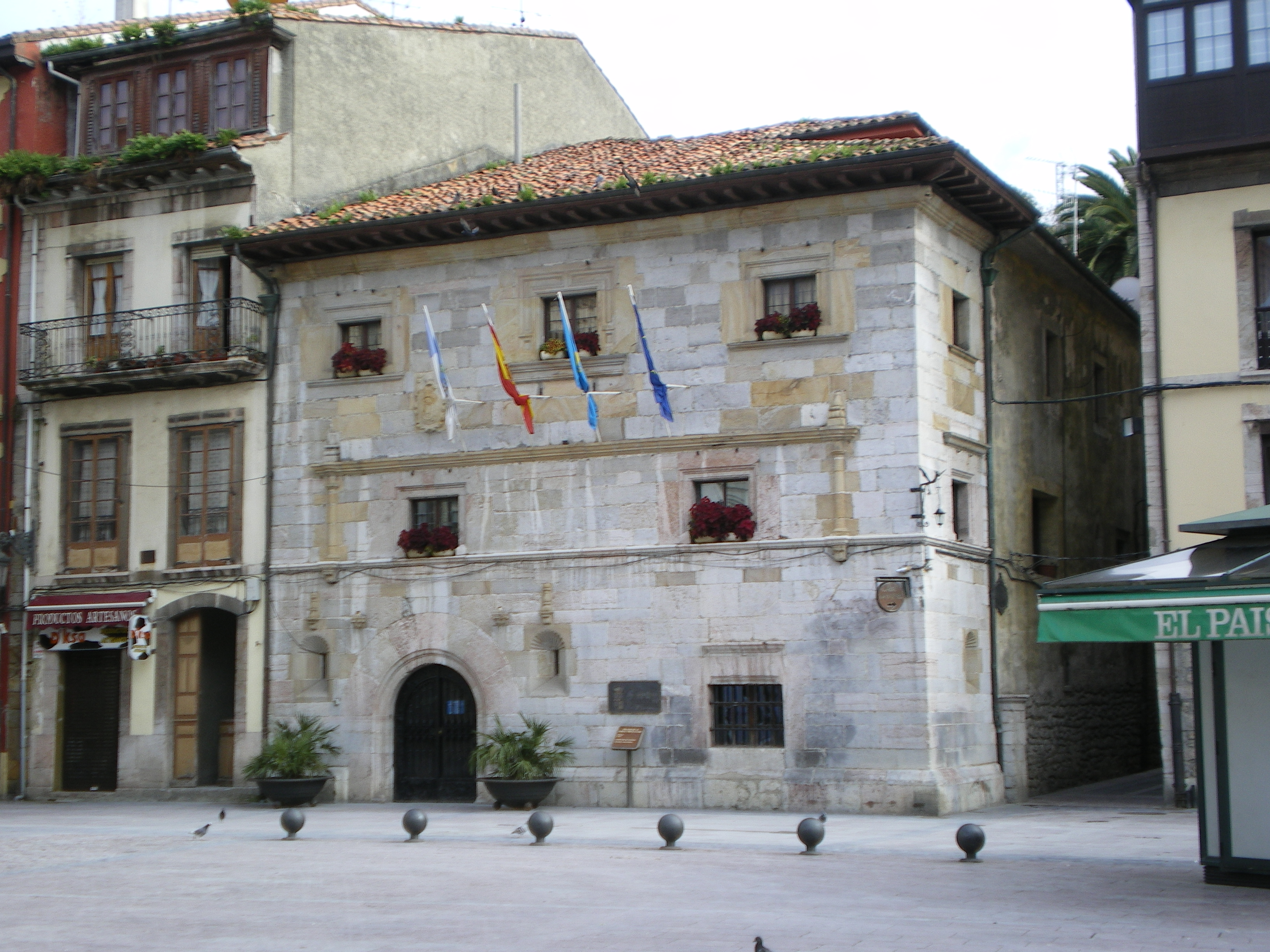
Palacio de Cutre, sede del ayuntamiento de Ribadeella.

El conjunto abarca el casco antiguo de la villa, desde la calle Oscura en su confluencia con la calle de Trasmarina, siguiendo por la calle Infante López Muñiz (ambos lados de la vía) y continuaría por la calle Manuel Fernández Juncos hasta la plaza de Villar y Valle.

## Descripción
Ribadesella es una villa marítima de gran tradición e importancia, este hecho viene atestiguado por su casco antiguo. En el casco son destacables numerosos edificios construidos entre los siglos XVI y XIX.
Destacan de entre estos edificios: 
- El palacio de Cutre, sede del ayuntamiento. Casona palaciega de piedra del siglo XVI.
- La casa Ardines del siglo XVIII.
- La casona de Prieto-Posada del siglo XVIII.
- La casona de Collado del siglo XVIII.
- La casona de a familia Junco del siglo XVIII.
- La capilla de la Virgen de la Guía del siglo XVI

El casco antiguo de Ribadesella fue declarado Conjunto Histórico con fecha 7 de diciembre de 1973 (BOE 16-1-1974).
- Datos: Q5783257